# Epigamia usaensis
Epigamia usaensis är en ringmaskart som först beskrevs av Imajima 1966.  Epigamia usaensis ingår i släktet Epigamia och familjen Syllidae. Inga underarter finns listade i Catalogue of Life.